# Întreprinderea de construcții aeronautice românești

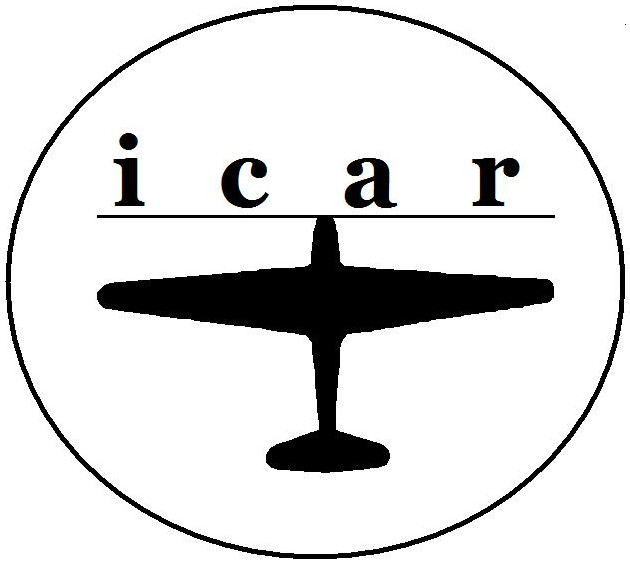
Sigla ICAR

Întreprinderea de construcții aeronautice românești, (ICAR), a fost o întreprindere românească de profil aeronautic din București, care a funcționat între anii 1932–1951.  La ICAR s-au fabricat mai multe tipuri de avioane și planoare de concepție românească sau în licență.

## Istoric
În anul 1932, la București, inginerul Mihail Racoviță a pus bazele Întreprinderii de construcții aeronautice românești ca societate în nume colectiv. Întreprinderea a fost instalată pe strada sergent Ion Nuțu, la numărul 44. Conducerea de atunci era formată din inginer Mihail Racoviță (director), inginer Constantin Bulgaru (director tehnic) și inginer Nicușor Racoviță (șef de atelier). La scurtă vreme, s-au mai construit o hală pentru montaj și încăperi pentru atelierele de vopsitorie, tâmplărie și tinichigerie.  În această perioadă au fost construite avioanele ICAR Universal Acrobatic și biloc, destinate școlii, antrenamentului și turismului. În perioada 1936–1938 au fost construite avionul de transport ICAR Comercial și planoarele de școală și antrenament ICAR 1.
În anul 1938 ICAR a încheiat o convenție cu Ministerul Aerului și Marinei, prin care întreprinderea primea o comandă de un număr mare de avioane și urma să fie mutată în Transilvania într-o clădire construită și dotată cu utilaje moderne de minister. Fiind necesare investiții mari pentru dezvoltare, fabrica a fost preluată de un grup de acționari cu capital social și a fost transformată în societate anonimă. Până în anul 1944 întreprinderea a cunoscut o dezvoltare continuă: a crescut numărul angajaților, s-au extins suprafețele de producție și au fost aduse mașini-unelte și utilaje moderne. În această perioadă, 1938–1944, aici s-au fabricat în serie după licență americană 300 de avioane Fleet F-10G echipate cu motoare IAR 4-G1 și după licență germană 69 de avioane Fieseler Fi 156 „Storch”.
Întreprinderea a continuat să funcționeze în București până în anul 1951, când secțiile de aviația au fost transferate, iar uzina a fost transformată în întreprinderea pentru instalații de ventilatoare industriale (devenită astăzi S.C. Compania de Ventilatoare S.A.).

## Producția de avioane și planoare
| Avion                           | Motor                          | Caracteristici principale | Caracteristici principale | Caracteristici principale | Caracteristici principale | Caracteristici principale | Caracteristici principale               |
| Avion                           | Motor                          | Anvergură                 | Lungime                   | Înălțime                  | Viteză maximă             | Plafon                    | Autonomie de zbor                       |
| Avion                           | Motor                          | [m]                       | [m]                       | [m]                       | [km/h]                    | [m]                       | [ore]                                   |
| ------------------------------- | ------------------------------ | ------------------------- | ------------------------- | ------------------------- | ------------------------- | ------------------------- | --------------------------------------- |
| ICAR M23b                       | Siemens Halske SH 13b (80 CP)  | 11,50                     | 6,50                      | 2,40                      | 170                       | 3800                      | 5 h 30 min.                             |
| ICAR Universal                  | Siemens Halske SH 14a (150 CP) | 11,80                     | 6,75                      | 2,50                      | 180                       | 4000                      | 4 h 30 min (biloc) 8 h 30 min (monoloc) |
| ICAR Comercial licență BFW M.36 | Armstrong Siddeley (340 CP)    | 15,40                     | 9,80                      | 2,80                      | 250                       | 5000                      | 6 h                                     |
| ICAR Universal Acrobatic        | Siemens Halske SH 14a (150 CP) | 12,90                     | 6,75                      | 2,50                      | 180                       | 4000                      | 4 h 30 min                              |
| ICAR Acrobatic                  | Siddeley Lynx MK-4 (225 CP)    | 8,40                      | 6,50                      | 2,68                      | 215                       |                           |                                         |
| ICAR Universal biloc            | IAR-4GI (130 CP)               | 11,80                     | 6,90                      | 1,95                      | 180                       | 4500                      | 3 h (biloc) 8 h 30 min (raid)           |
| Fieseler Fi 156 licență germană | Argus As 10C (240 CP)          | 14,25                     | 9,40                      | 3,76                      | 210                       | 5300                      |                                         |
| ICAR Turing                     | Pobjoy Niagara (90 CP)         | 10,50                     | 6,40                      | 1,91                      | 182                       | 3000                      | 4 h                                     |